# Dubh Loch Mór
Dubh Loch Mór ist ein Süßwassersee in der schottischen Council Area Highland beziehungsweise in der traditionellen Grafschaft Sutherland. Er ist nicht zu verwechseln mit seinem Schwestersee Dubh Loch Beag, der zwei Kilometer südlich liegt.

## Beschreibung
Der See liegt auf einer Höhe von 458 Metern über dem Meeresspiegel im Südwesten der dünn besiedelten Region Sutherland. Vor seinem Nordufer erheben sich der 998 Meter hohe Ben More Assynt und der 987 Meter hohe Conival. In der äußerst dünn besiedelten Region Assynt gelegen, sind seine Ufer unbesiedelt. Die nächstgelegene Siedlung ist der sieben Kilometer nordwestlich am Loch Assynt gelegene Weiler Inchnadamph. Dubh Loch Mór ist nicht durch Straßen erschlossen. 5,5 Kilometer östlich verläuft ein unbefestigter Weg. Die nächstgelegene befestigte Straße ist die sechs Kilometer westlich verlaufende A837.
Der Dubh Loch Mór weist eine maximale Länge von 0,45 Kilometern bei einer maximalen Breite von 0,25 Kilometern auf, woraus sich eine Seefläche von 7 Hektar und ein Umfang von einem Kilometer ergeben. Die mittlere Tiefe des Dubh Loch Mór beträgt 6,2 Meter, woraus ein Volumen von 440.829 Kubikmetern resultiert. Sein Einzugsgebiet umfasst 214 Hektar und besteht zu etwa 72 % aus Berg- und Felslandschaften, während Grundwasser 3,3 % des Zuflusses ausmacht. Das Einzugsgebiet erstreckt sich im Wesentlichen nach Nordosten und umfasst die Südhänge der beiden Berge. Der See verfügt über verschiedene Zuflüsse. Vom Westufer fließt der Allt an Dubh Loch Mór ab, der zu den Quellflüssen des Oykel zählt. Dieser erweitert sich an der schottischen Ostküste zum Kyle of Sutherland, der sich in den Dornoch Firth ergießt.